# Tournoi d'ouverture du championnat d'Haïti de football 2011
Navigation
Tournoi précédent Tournoi suivant
Le tournoi d’ouverture de la saison 2011 du Championnat d'Haïti de football est le premier tournoi saisonnier de la vingt-et-unième édition de la première division à Haïti. Les quinze meilleures équipes du pays sont regroupées au sein d’une poule unique où elles s’affrontent une seule fois. Il n’y a pas de relégation à l’issue du tournoi.
C'est le Baltimore SC qui remporte la compétition après avoir terminé invaincu en tête du classement final, avec trois points d'avance sur le tenant du titre, Victory SC et cinq sur l’AS Capoise. C’est le quatrième titre de champion d'Haïti de l'histoire du club.
Le club du FICA est promu parmi l'élite après avoir fait une action en justice auprès de la fédération haïtienne.

## Les clubs participants
| - Valencia Léogâne - Promu de Division 2 - AS Mirebalais - AS Cavaly - AS Capoise - FICA - Promu de Division 2 - AS de Carrefour - AS Saint-Louis du Nord | - Baltimore SC - Racing Gonaïves - Aigle Noir AC - Tempête FC - Victory SC - Racing Club Haïtien - América des Cayes - Triomphe AC - Promu de Division 2 |

## Compétition
Le barème de points servant à établir le classement se décompose ainsi :
- Victoire : 3 points
- Match nul : 1 point
- Défaite : 0 point

### Classement
| Rang | Équipe                 | Pts | J  | G | N | P  | Bp | Bc | Diff |
| ---- | ---------------------- | --- | -- | - | - | -- | -- | -- | ---- |
| 1    | Baltimore SC           | 30  | 14 | 8 | 6 | 0  | 14 | 2  | +12  |
| 2    | Victory SCT            | 27  | 14 | 8 | 3 | 3  | 16 | 6  | +10  |
| 3    | AS Capoise             | 25  | 14 | 8 | 1 | 5  | 13 | 11 | +2   |
| 4    | América des Cayes      | 22  | 14 | 6 | 4 | 4  | 18 | 12 | +6   |
| 5    | Aigle Noir AC          | 19  | 14 | 5 | 4 | 5  | 10 | 11 | -1   |
| 6    | AS Mirebalais          | 18  | 14 | 5 | 3 | 6  | 8  | 10 | -2   |
| 7    | AS Saint-Louis du Nord | 18  | 14 | 5 | 3 | 6  | 9  | 10 | -1   |
| 8    | Tempête FC             | 18  | 14 | 4 | 6 | 4  | 18 | 12 | +6   |
| 9    | AS Cavaly              | 17  | 14 | 3 | 8 | 3  | 9  | 7  | +2   |
| 10   | Valencia LéogâneP      | 17  | 14 | 4 | 5 | 5  | 11 | 12 | -1   |
| 11   | FICAP                  | 17  | 14 | 4 | 5 | 5  | 10 | 10 | 0    |
| 12   | Racing Gonaïves        | 17  | 14 | 4 | 5 | 5  | 9  | 18 | -9   |
| 13   | AS de Carrefour        | 15  | 14 | 3 | 6 | 5  | 11 | 10 | +1   |
| 14   | Racing Club Haïtien    | 13  | 14 | 3 | 4 | 7  | 6  | 12 | -6   |
| 15   | Triomphe ACP           | 10  | 14 | 3 | 1 | 10 | 4  | 23 | -19  |

|  | Qualification pour la CFU Club Championship 2012 |
|  | T : Tenant du titre P : Promu de Division 2      |

## Bilan de la saison
| Championnat d'Haïti de football 2011 |                         |
| Champion                             | Baltimore SC (4e titre) |
| Qualifications continentales         |                         |
| CFU Club Championship 2012           | Baltimore SC            |
| Promotions et relégations            |                         |
| Promus en Division 1                 | Aucun                   |
| Relégués en Division 2               | Aucun                   |